# Adobe Digital Editions
Adobe Digital Editions — программа для чтения электронных книг, выпускаемая Adobe Systems. С её помощью можно читать и управлять электронными книгами и другими публикациями. Программа работает с форматами файлов PDF, XHTML, epub.
Версии для Windows и macOS появились 19 июня 2007 г. Программа требует 9-ю версию Adobe Flash Player. Компания Adobe Systems публично заявила о выходе версии под Linux в конце 2007 г., но потом отвергла эту идею.
Версия 4.0.0 при запуске отправляла на сервер по открытому каналу информацию о прочитанных в ней, либо просто найденных на устройстве «электронная книга» книгах (включая названия, номера просмотренных страниц и время чтения). После обнаружения этого, Adobe заявила, что это был баг, включила шифрование и, по-видимому, ограничила сбор информации книгами с DRM.